# Уругвайський песо
Уругвайський песо (ісп. Peso uruguayo) — грошова одиниця Уругваю. Поділяється на 100 сентесимо, хоча монети останніх вже не використовуються але можуть зазначатися в електронних розрахунках. В обігу перебувають монети номіналом 1, 2, 5, 10 песо та банкноти в 20, 50, 100, 200, 500, 1000 і 2000 песо.

## Історія
З 1896 року до Першої світової війни в країні існував золотий стандарт (прив'язка вартості валюти до золота), після скасування якого настав період нестабільності. Через економічні труднощі після Другої світової війни виникла інфляція, що загострилася після 1964 року і тривала протягом 1970-х.
У листопаді 1973 року песо був замінений новим песо (ісп. nuevo peso, код UYN), який коштував 1000 старих. Також новий песо складався зі 100 сентесимо.
Після наступного періоду інфляції, peso uruguayo (код: UYU) прийшов на зміну новому песо. Це сталося 1 березня 1993 року, коли 1000 nuevo peso обмінювалися на один уругвайський песо.

## Монети
В обороті знаходятся монети номіналом 1, 2, 5, 10, та 50 песо. До липня 2010 в обігу була також монеат номіналом 50 сентесімо. В січні 2011 в обіг було введено нову серію монет
| Номінал | Зображення | Аверс                 | Реверс                                                                  | Вага (г) | Діаметр (мм) | Товщина (мм) | Матеріал                                                      | Гурт      | Рік випуску |
| ------- | ---------- | --------------------- | ----------------------------------------------------------------------- | -------- | ------------ | ------------ | ------------------------------------------------------------- | --------- | ----------- |
| 1 U$    |            | Номінал               | Хосе Хервасіо Артігас                                                   | 3.5      | 20           | 1.5          | Алюмінієва бронза                                             | Гладкий   | 1994        |
| 1 U$    |            | Панцерник             | Герб Уругваю                                                            | 3.5      | 20           | 1.5          | Сталь плак. латунню                                           | Гладкий   | 2011        |
| 2 U$    |            | Номінал               | Хосе Хервасіо Артігас                                                   | 4.5      | 23           | 1.6          | Алюмінієва бронза                                             | Гладкий   | 1994        |
| 2 U$    |            | Капібара              | Герб Уругваю                                                            | 4.5      | 23           | 1.6          | Сталь плак. латунню                                           | Гладкий   | 2011        |
| 5 U$    |            | Номинал               | Хосе Хервасіо Артігас                                                   | 6.3      | 26           | 1.7          | Алюмінієва бронза                                             | Гладкий   | 2003        |
| 5 U$    |            | Нанду                 | Герб Уругваю                                                            | 6.3      | 26           | 1.7          | Латунь                                                        | Гладкий   | 2011        |
| 10 U$   |            | Цитата Хосе Артігаса  | Хосе Хервасіо Артігас та його роки життя                                | 10.4     | 28           | 2.45         | Біметалева; центр: Алюмінієва бронза; кільце: Неіржавна сталь | Гладкий   | 2000        |
| 10 U$   |            | Пума на фоні сонця    | Герб Уругваю                                                            | 10.4     | 28           | 2.45         | Біметалева; центр: Алюмінієва бронза; кільце: Неіржавна сталь | Гладкий   | 2011        |
| 50 U$   |            | Хосе Хервасіо Артігас | «Травневе сонце», "BICENTENARIO DE LOS HECHOS HISTORICOS" • 1811-2011 • | 10.4     | 28           | 2.45         | Сталь плак. міддю                                             | Рубчастий | 2011        |

## Банкноти
| Банкноти | Банкноти | Номінал | Опис                      | Опис                                      | Опис                            | Рік випуску |
| Аверс    | Реверс   | Номінал | Аверс                     | Реверс                                    | Водяний знак                    | Рік випуску |
| -------- | -------- | ------- | ------------------------- | ----------------------------------------- | ------------------------------- | ----------- |
|          |          | U$20    | Хуан Соріля де Сан Мартін | Легенда про Вітчизну (поема)              | Число 20 та напис «Veinte»      | 2015        |
|          |          | U$50    | Хосе Педро Варела         | Пам'ятник Хосе Педро Варела               | Число 50 та напис, «Cincuenta»  | 2015        |
|          |          | U$100   | Едуардо Фабіні            | Пан                                       | Число 100 та напис «Cien»       | 2015        |
|          |          | U$200   | Педро Фігарі              | «Давній танок»                            | Число 200 та напис «Doscientos» | 2015        |
|          |          | U$500   | Альфредо Васкес Асеведо   | Республіканський університет у Монтевідео | Число 500 та напис «Quinientos» | 2014        |
|          |          | U$1000  | Хуана де Ібарбуру         | Площа Ібарбуру, книжки                    | Число 1000 та напис «Mil»       | 2015        |
|          |          | U$2000  | Дамасо Антоніо Ларраньяга | Національна бібліотека Уругваю            | Число 2000 та напис «Dos Mil»   | 2015        |